# Chieko Takamura
Chieko Takamura (高村 智恵子, Takamura Chieko), 20 mai 1886 – 5 octobre 1938, est une poétesse japonaise.

## Biographie
Elle naît dans ce qui est maintenant le district d'Adachi, préfecture de Fukushima sous le nom de Chieko Naganuma, ainée de six filles et deux garçons.
En 1903, elle entre à la Nihon Joshi Daigaku à Tokyo, dont elle est diplômée en 1907.
Elle pratique la peinture à l'huile et réalise des découpages colorés. Elle est un des premiers membres du mouvement féministe japonais Seitosha.
En 1911, elle fait partie des femmes qui fondent le magazine Seitō dont elle peint l'illustration de la première couverture. Ce qui commence comme mode d'expression littéraire pour les écrivains femme se transforme rapidement en forum de discussions de questions féministes. Ces femmes font partie de la classe moyenne-supérieure et sont bientôt étiquetées « nouvelles femmes » en raison de leurs opinions et de leurs modes de vie.

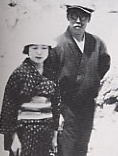
Chieko et Kōtarō

En février 1914, elle épouse le sculpteur et poète Kōtarō Takamura qu'elle rencontre peu après qu'il est rentré de France.
Après la séparation avec Takamura en 1929, elle est diagnostiquée en 1931 avec des symptômes de schizophrénie - elle est hospitalisée pour cette maladie en 1935, et le reste jusqu'à sa mort de tuberculose en 1938.
Le recueil de poèmes de Kōtarō qui lui est consacré, Le ciel de Chieko (智恵子抄, Chiekosho, littéralement « Sélections de Chieko »), est encore beaucoup admiré et lu de nos jours. Le titre traduit, « Le ciel de Chieko », est issu de l'un de ses poèmes, « Histoire enfantine » (あどけない話, Adokenai hanashi), dans lequel Chieko ressent la nostalgie du ciel de son enfance.

## Source de la traduction
- (en) Cet article est partiellement ou en totalité issu de l’article de Wikipédia en anglais intitulé « Chieko Takamura » (voir la liste des auteurs).